# 交叉瘦猛水蚤
交叉瘦猛水蚤（学名：Bryocamptus intercalaris）为异足猛水蚤科瘦猛水蚤属的动物，是中国的特有物种。分布于广西等地，多栖息于岩洞里的清水中。